# Leopold Ambronn

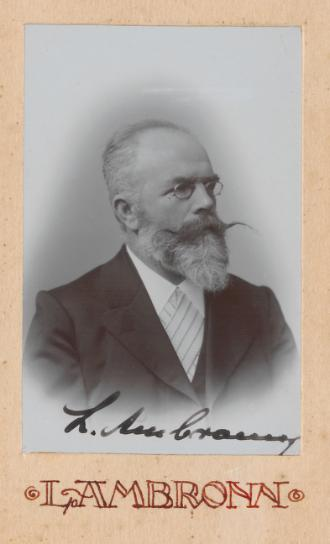
Leopold Ambronn

Friedrich Anton Leopold Ambronn (* 27. Oktober 1854 in Meiningen; † 8. Juni 1930 in Göttingen) war ein deutscher Astronom.
Als Sohn eines Kaufmanns besuchte Leopold Ambronn von 1868 bis 1876 das Realgymnasium Meiningen und studierte anschließend Astronomie an den Universitäten Leipzig, Wien und Straßburg. 1887 wurde er an der Universität Göttingen mit der Arbeit Beitrag zur Bestimmung der Refraktions-Konstanten promoviert. Er war von 1880 bis 1889 wissenschaftlicher Mitarbeiter an der Deutschen Seewarte in Hamburg und 1882/83 stellvertretender Leiter der deutschen Polar-Expedition zum Cumberland-Sund auf der Baffin-Insel. Ab 1890 war er für die Ausbildung vieler Forschungsreisender und fast aller Teilnehmer an kolonialen Grenzexpeditionen, deren astronomische und geodätische Resultate er bearbeitete, verantwortlich.
Leopold Ambronn heiratete 1885 Johanna Nollenberger, die Tochter des Direktors der Deutschen Hypothekenbank Meiningen. Ambronn war von 1889 bis 1920 Observator an der Universitäts-Sternwarte Göttingen. 1892 wurde er Privatdozent und 1902 ordentlicher Professor an der Universität Göttingen. Leopold Ambronn war Mitglied der Astronomischen Gesellschaft.
Leopold Ambronn ist der ältere Bruder des Naturwissenschaftlers Hermann Ambronn. Sein Sohn war der Geophysiker Richard Ambronn (1887–1954).

## Werke

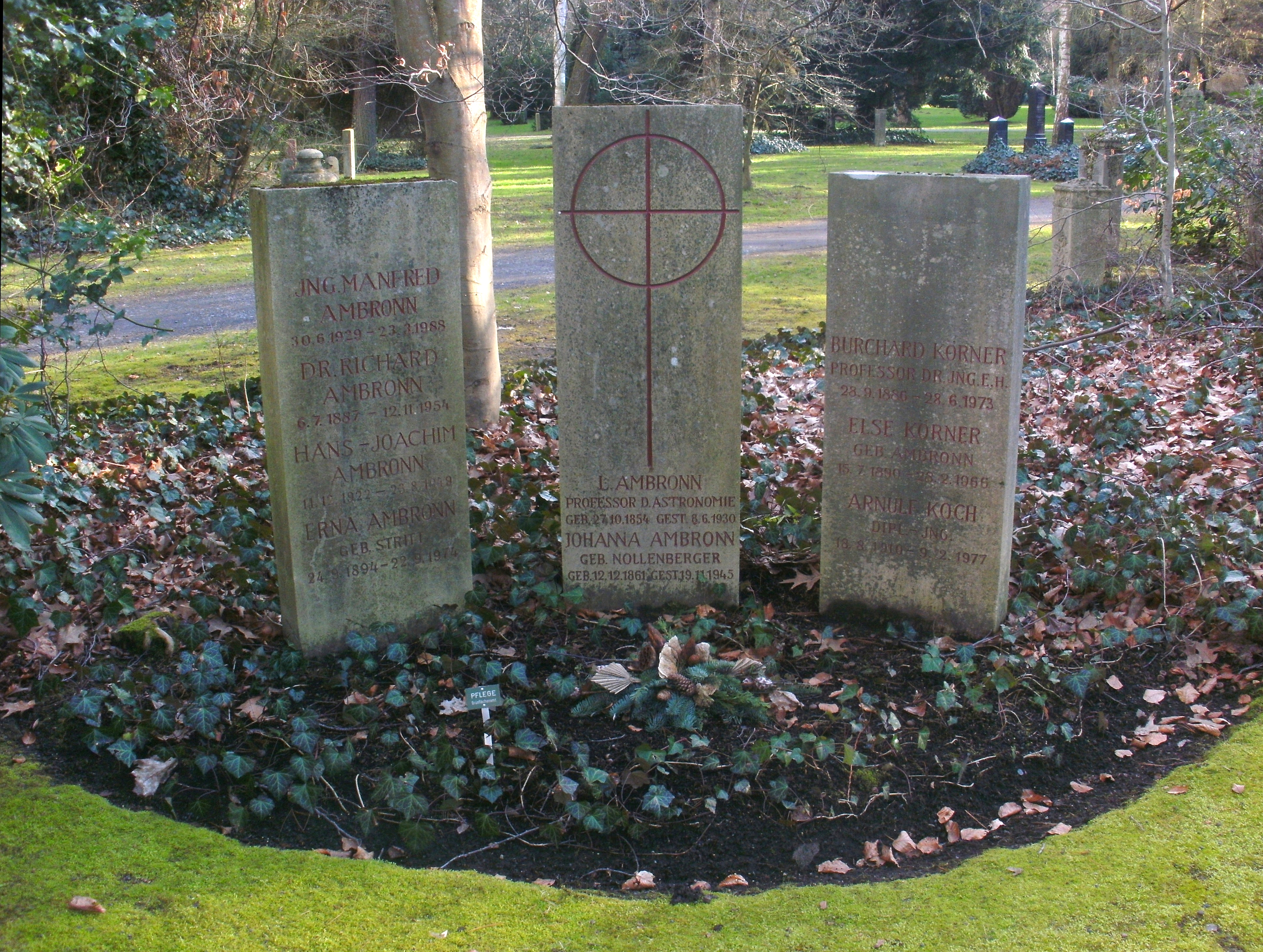
Grab auf dem Göttinger Stadtfriedhof

- Handbuch der astronomischen Instrumentenkunde (2 Bde., 1899).
- Proviant- und Verwaltungs-Tagebuch der Station Kingua der Deutschen Polar-Kommission zu Cumberland-Sund vom 8. August 1882 bis 15. September 1883.
- Der Cumberlandsund und seine Bewohner (1884).
- Astronomisch-geodätische Hilfstafeln (bes. zum  Gebrauch  bei  kolonialen  Vermessungen), Berlin (1908).